# Josip Filipović
Josip Filipović, hrvaški general avstro-ogrske vojske, * 28. april 1819, Gospić, Hrvaška (takrat Kraljevina Madžarska), † 6. avgust 1889, Praga, Češka (takrat Avstro-Ogrska).

## Življenjepis
Sodeloval je pri zatrtju marčne revolucije na Dunaju leta 1848 in madžarske revolucije leta 1849. V generala je napredoval leta 1859. Boril se je tudi v prusko-avstrijski vojni leta 1866 in tedaj prejel čin podmaršala.
Filipović je poveljeval avstrijskim oboroženim silam, ki so izvedle aneksijo Bosne in Hercegovine leta 1878. Nekaj časa je deloval na čelu okupatorske uprave in utrjeval vojaškopolicijski sistem.